# Cụm tập đoàn quân D
Cụm tập đoàn quân D (tiếng Đức: Heeresgruppe D) là danh xưng một tổ chức tác chiến cấp Cụm tập đoàn quân Đức trong Thế chiến thứ hai. Trong suốt thời gian tồn tại, cơ quan chỉ huy của Cụm tập đoàn quân D trên thực tế nắm quyền chỉ đạo toàn bộ chiến trường Tây Âu, vì vậy, nhiều tài liệu gọi một cách không chính xác đơn vị này là Cụm tập đoàn quân Tây.

## Lược sử

### Binh đoàn thay thế phía Tây
Sau thắng lợi của các chiến dịch Tây Âu, Đức Quốc xã bắt đầu chuyển hướng chú ý sang đối thủ phía Đông: Liên Xô. Nhằm nghi binh, che mắt phía Liên Xô, Hitler đã ra lệnh thành lập Cụm tập đoàn quân D vào ngày 26 tháng 10 năm 1940 tại Pháp, trên cơ sở điều động một các đơn vị và sĩ quan chỉ huy tham mưu từ Cụm tập đoàn quân C và Cụm tập đoàn quân A sang, thể hiện như một động thái tăng cường binh lực trên chiến trường Tây Âu. Trên thực tế, các cụm tập đoàn quân A, B, C, lần lượt được bí mật điều động sang biên giới phía Đông để chuẩn bị cho Chiến dịch Barbarossa. Chiến trường phía Tây chỉ còn do Cụm tập đoàn quân D phụ trách, với nhiệm vụ chính là thực hiện chức năng chiếm đóng ở Pháp, Bỉ, Hà Lan.

### Binh đoàn an dưỡng
Ngày 15 tháng 4 năm 1941, cơ chế chỉ huy của Cụm tập đoàn quân D được nâng cấp. Theo đó, bộ tư lệnh của Cụm tập đoàn quân D cũng được coi là Bộ Tổng chỉ huy hướng Tây (Oberbefehlshaber West hay OB WEST).
Khác với chiến trường Mặt trận phía Đông khốc liệt, "Mặt trận phía Tây vẫn yên tĩnh" (Im Westen nichts Neues). Các lực lượng Đồng Minh vẫn chưa đủ khả năng mở các chiến trường uy hiếp. Chủ yếu tại quốc gia bị chiếm đóng, quân đội Đức chi huy động vào việc hỗ trợ cho quân SS làm các công tác trị an, trấn áp các nhóm du kích lẻ tẻ. Các sư đoàn từ mặt trận phía Đông lần lượt được rút về đây để tái tổ chức bổ sung và đưa các sư đoàn mới sang thay chân. Địa bàn của Cụm tập đoàn quân D trở thành hơn phục hồi cho các sư đoàn tham chiến bị hao hụt trong các trận chiến khốc liệt với Hồng quân Liên Xô. 

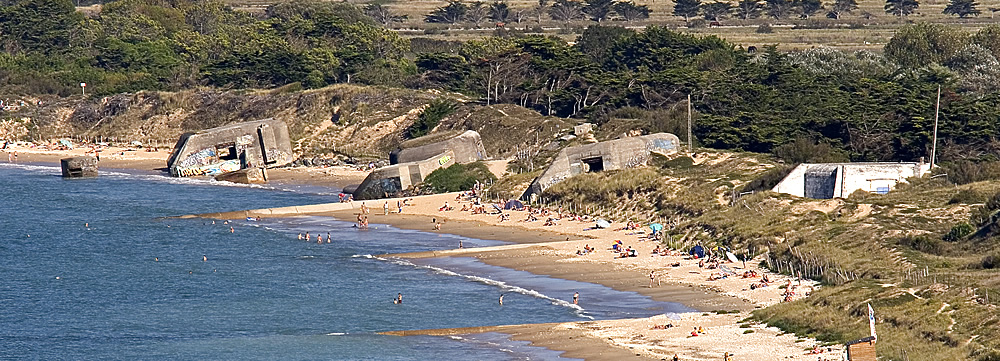
Các dấu tích lô cốt còn lại của Bức tường Đại Tây Dương trên bãi biển của Île de Ré (Pháp).

Trận đụng độ lớn nhất của Cụm tập đoàn quân D trong giai đoạn này có lẽ là trận Dieppe tháng 8 năm 1942, khi đánh bại cuộc đổ bộ của quân Đồng Minh lên bãi biển Dieppe của Pháp. Trong trận này, quân Đức đã gậy thiệt hại nặng cho phía đối phương trong khi chỉ chịu một tổn thất khá nhỏ.
Trong suốt giai đoạn 1942-1944, các đơn vị thuộc Cụm tập đoàn quân D cùng với tổ chức Todt (Organisation Todt) tham gia vào việc xây dựng nên Bức tường Đại Tây Dương, tuyến phòng thủ dự định chống lại các cuộc đổ bộ của quân Đồng Minh vào đất Pháp. Tháng 11 năm 1942, sau khi quân Đồng Minh thực hiện Chiến dịch Bó đuốc đổ bộ vào Bắc Phi, Hitler đã ra lệnh cho Cụm tập đoàn quân D thực hiện kế hoạch Anton (Fall Anton), đánh chiếm Corsica và vùng lãnh thổ còn lại do Chính phủ Vichy kiểm soát.
Sau khi người Đức công khai chiếm đóng toàn bộ lãnh thổ Pháp, lực lượng Pháp Tự do ngày càng hoạt động mạnh hơn, trở thành đối thủ chính của người Đức trên đất Pháp. Thời kỳ an dưỡng của các sư đoàn Đức trên đất Pháp đã kết thúc.

### Khi phía Tây không còn yên tĩnh
Thắng lợi của quân Đồng Minh ở Bắc Phi cũng như những thất bại quân Đức tại Stalingrad và Kavkaz đã cổ vũ cho phong trào kháng chiến tại các quốc gia bị quân Đức chiếm đóng. Bên cạnh đó, thất bại của quân Ý ở Hy Lạp và châu Phi đã tạo ra 1 cuộc nổi loạn trong lòng quân phát xít. Tháng 7 năm 1943, hội đồng tối cao phát xít từ chối giúp đỡ chính sách của Mussolini do Hitler soạn thảo. Musolini bị chính phủ Ý cầm tù. Để giữ lại một đồng minh quan trọng, Hitler đã cho thành lập Cụm tập đoàn quân B do Thống chế Erwin Rommel, nhằm đảm bảo an ninh cho vùng Bắc Ý, giải giáp Quân đội Ý ở đó như một phần của Chiến dịch Achse. Hitler cũng cho thực hiện cuộc đột kích táo bạo bởi toán cảm tử quân Đức của Otto Skorzeny nhằm giải thoát cho Mussolini và thành lập Cộng hòa Salo như một bức bình phong che đây sự chiếm đóng của Đức.
Tuy nhiên, tình hình chẳng thể sáng sủa hơn. Trước các tin tức tình báo cho rằng quân Đồng Minh sẽ sớm thực hiện đổ bộ lên bờ biển nước Pháp, tháng 4 năm 1944, Cụm tập đoàn quân G được thành lập để chuyên trách việc phòng thủ bờ biển Pháp. Cả Cụm tập đoàn quân B ở Bắc Ý và Cụm tập đoàn quân G ở Tây Pháp đều được đặt dưới sự chỉ huy của Cụm tập đoàn quân D đóng ở vùng trung tâm nước Pháp.
Sau nhiều động thái nghi binh, ngày 6 tháng 6 năm 1944, quân Đồng Minh mở cuộc đổ bộ vào Normandie, sau đó là cuộc đổ bộ vào miền Nam nước Pháp, chính thức mở ra mặt trận thứ 2. Quân Đức chống cự vất vả, lần lượt rút bỏ các tuyền phòng thủ được xây dựng sẵn và lui dần về biên giới nước Đức. Ngày 10 tháng 9 năm 1944, bộ chỉ huy Cụm tập đoàn quân D chính thức mang tên Bộ Tổng chỉ huy hướng Tây (Oberbefehlshaber West - OB West).
Ngày 17 tháng 9 năm 1944, quân Đồng Minh tiếp tục thực hiện Chiến dịch Market Garden, tập kích bằng lính dù nhằm tấn công và chiếm đóng nhanh chóng các cầu băng ngang sông Meuse, hai nhánh chính và các kênh rạch thuộc sông Rhine. Theo kế hoạch dự tính của phía Đồng Minh, sau khi các cầu được kiểm soát, lục quân Đồng Minh sẽ vượt mạng dưới sông Rhine, tấn công vào sườn của tuyến phòng thủ Siegfried và bao vây khu vực kỹ nghệ trọng yếu Ruhr của Đức. Sau những bất ngờ ban đầu, quân Đức đã kịp phá sập được cây cầu chính yếu tại kênh Wilhelmina Canal thuộc Son  làm chậm bước tiến của Đồng Minh đến cây cầu chính của sông Meuse. Quân Đồng Minh không thể đưa đủ được lực lượng sang sông Rhine, tiếp tục gặp trở ngại cho kế hoạch tấn công vào Đức. 

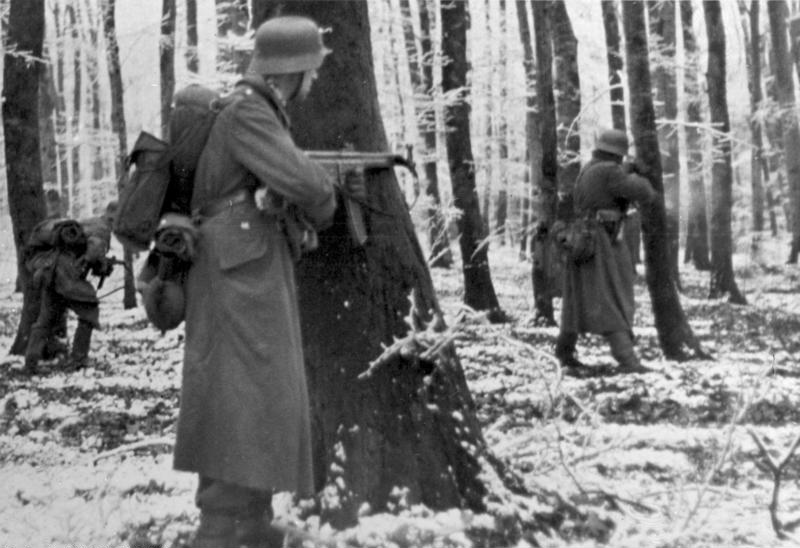
Bộ binh Đức tấn công trong rừng già Ardennes.

Mặc dù vậy, tình thế nước Đức bấy giờ đã lâm vào nguy hiểm khi phải chiến đấu đơn độc trên cả 2 mặt trận. Sau thảm bại trên chiến trường Byelorussia, Hitler cùng bộ tham mưu Đức đặt kế hoạch mở một cuộc phản công bất ngờ ở mặt trận phía Tây để phá thủng trận tuyến của Đồng Minh, gây áp lực để buộc Đồng Minh phải đàm phán dừng tiến công. Để phân tán sự chú ý của phía Đồng Minh, tháng 11 năm 1944, Hitler đã cho thành lập Cụm tập đoàn quân H trên cơ sở Bộ tư lệnh Wehrmacht tại Hà Lan, vẫn trực thuộc quyền chỉ huy của OB West, chuyên trách cho chiến trường Hà Lan. Trên thực tế, Hitler chuẩn bị cho một trận chiến quyết định tại Ardennes, với hy vọng cắt đôi lực lượng quân đội Anh, chiếm lại Antwerp (Bỉ) và sau đó bọc hậu bao vây 4 quân đoàn quân Đồng Minh làm con tin để gây áp lực đòi Đồng Minh phải ký hòa ước. Tuy nhiên, tham vọng Hitler nhanh chóng tan vỡ.. Sau sự bất ngờ và những tổn thất ban đầu, quân Đồng Minh giành lại được thế chủ động và đẩy quân Đức phải lui về cố thủ dọc phòng tuyến Siegfried. Với thất bại này, Đức Quốc xã đã hoàn toàn mất kiểm soát trên cả mặt trận phía Đông và Tây. Thời khắc sụp đổ của Đế chế thứ ba đã đến gần.
Đầu năm 1945, Hồng quân mở một loạt chiến dịch lớn, xé tan nát các cụm binh lực của quân Đức, chia cắt quân Đức trên nhiều chiến trường. Ở phía Tây, quân Đồng Minh cũng bắt đầu vượt sông Rhine và tiến vào lãnh thổ nước Đức. Lực lượng quân Đức ở Mặt trận phía Tây được chia đôi. Trên chiến trường Hà Lan, tháng 3 năm 1945, Cụm tập đoàn quân H được tách ra khỏi Bộ Tổng chỉ huy hướng Tây, đổi tên thành Cụm tập đoàn quân Tây Bắc (Heeresgruppe Nordwest), thuộc Bộ Tổng chỉ huy Tây Bắc (Oberbefehlshaber Nordwest), do Thống chế Ernst Busch làm Tổng chỉ huy. Sau khi quân Đức ở Bắc Ý đầu hàng quân Đồng Minh, ngày 22 tháng 4 năm 1945, Bộ Tổng chỉ huy hướng Tây được cải tổ lại thành Bộ Tổng chỉ huy hướng Nam (Oberbefehlshaber Süd), tiếp quản tuyến phòng thủ trên toàn miền Nam nước Đức. Sau khi Hồng quân chiếm được Berlin, ngày 6 tháng 5 năm 1945, lực lượng Đức ở miền Nam cũng buông súng đầu hàng quân Đồng Minh.

## Biên chế chủ lực
Tháng 11 năm 1940
- Tập đoàn quân số 1
- Tập đoàn quân số 6
- Tập đoàn quân số 7

Tháng 5 năm 1941
- Tập đoàn quân số 1
- Tập đoàn quân số 7
- Tập đoàn quân số 15
- Bộ tư lệnh quân đội Đức chiếm đóng Hà Lan (Kommandeur der dt. Truppen in den Niederlanden)

Tháng 6 năm 1942
- Tập đoàn quân số 1
- Tập đoàn quân số 7
- Cụm quân Felber (Armeegruppe Felber)
- Tập đoàn quân số 15
- Bộ tư lệnh quân đội Đức chiếm đóng Hà Lan

Tháng 6 năm 1943
- Tập đoàn quân số 1
- Tập đoàn quân số 7
- Cụm quân Felber
- Tập đoàn quân số 15
- Bộ tư lệnh Wehrmacht tại Hà Lan (Wehrmachtbefehlshaber Niederlande)

Tháng 9 năm 1943
- Tập đoàn quân số 1
- Tập đoàn quân số 7
- Tập đoàn quân số 15
- Tập đoàn quân số 19
- Bộ tư lệnh Wehrmacht tại Hà Lan

Tháng 5 năm 1944
- Cụm tập đoàn quân G
- Cụm tập đoàn quân B
- Cụm thiết giáp phía Tây (Panzergruppe West)
- Tập đoàn quân nhảy dù số 1 (1. Fallschirm-Armee)

Tháng 8 năm 1944
- Cụm tập đoàn quân G
- Cụm tập đoàn quân B

Tháng 10 năm 1944
- Cụm tập đoàn quân G
- Cụm tập đoàn quân B
- Quân đoàn XXV (XXV. Armee-Korps)

Tháng 12 năm 1944
- Cụm tập đoàn quân G
- Cụm tập đoàn quân B
- Cụm tập đoàn quân H
- Tập đoàn quân xe tăng số 6 (6. Panzerarmee)

Tháng 4 năm 1945
- Tập đoàn quân số 19
- Cụm tập đoàn quân G
- Tập đoàn quân số 11
- Tập đoàn quân số 24

## Chỉ huy

### Tư lệnh
| STT | Ảnh | Họ tên              | Thời gian sống | Thời gian tại nhiệm                  | Cấp bậc tại nhiệm | Ghi chú                                                                  |
| --- | --- | ------------------- | -------------- | ------------------------------------ | ----------------- | ------------------------------------------------------------------------ |
| 1   |     | Erwin von Witzleben | 1881-1944      | tháng 10 năm 1940 - tháng 3 năm 1942 | Thống chế (1940)  | Bị buộc tội âm mưu đảo chính và bị xử treo cổ ngày 8 tháng 8 năm 1944    |
| 2   |     | Gerd von Rundstedt  | 1875–1953      | tháng 3 năm 1942 - tháng 2 năm 1944  | Thống chế (1940)  |                                                                          |
| 3   |     | Günther von Kluge   | 1882–1944      | tháng 2 năm 1944 - tháng 8 năm 1944  | Thống chế (1940)  | Tự sát ngày 19 tháng 8 năm 1944.                                         |
| 4   |     | Walter Model        | 1891-1945      | tháng 8 năm 1944 - tháng 9 năm 1944  | Thống chế (1944)  | Tự sát ngày 21 tháng 4 năm 1945.                                         |
| *   |     | Gerd von Rundstedt  | 1875–1953      | tháng 9 năm 1944 - tháng 3 năm 1945  | Thống chế (1940)  | Bị truy tố là tội phạm chiến tranh và bị giam giữ đến tháng 7 năm 1948.  |
| 5   |     | Albert Kesselring   | 1885–1960      | tháng 3 năm 1945 - tháng 5 năm 1945  | Thống chế (1940)  | Bị truy tố là tội phạm chiến tranh và bị giam giữ đến tháng 10 năm 1952. |

### Tham mưu trưởng
| STT | Ảnh | Họ tên              | Thời gian sống | Thời gian tại nhiệm                  | Cấp bậc tại nhiệm                                                 | Ghi chú |
| --- | --- | ------------------- | -------------- | ------------------------------------ | ----------------------------------------------------------------- | --- |
| 1   |     | Carl Hilpert        | 1888–1947      | tháng 10 năm 1940 - tháng 4 năm 1942 | Trung tướng (1940)                                                | Đại tướng (1945). Bị truy tố là tội phạm chiến tranh và qua đời ngày 1 tháng 2 năm 1947.                                        |
| 2   |     | Kurt Zeitzler       | 1895–1963      | tháng 4 năm 1942 - tháng 9 năm 1942  | Thiếu tướng (1942)                                                | Đại tướng (1944). Bị sa thải tháng 1 năm 1945 nhưng vẫn bị truy tố là tội phạm chiến tranh và bị giam giữ đến tháng 2 năm 1947. |
| 3   |     | Günther Blumentritt | 1892–1967      | tháng 9 năm 1942 - tháng 9 năm 1944  | Thiếu tướng (1942) Trung tướng (1942) Thượng tướng Bộ binh (1944) | Bị truy tố là tội phạm chiến tranh và bị giam giữ đến tháng 1 năm 1948.                                                         |
| 4   |     | Siegfried Westphal  | 1902-1982      | tháng 9 năm 1944 - tháng 5 năm 1945  | Trung tướng (1944) Thượng tướng Kỵ binh (1945)                    | Bị truy tố là tội phạm chiến tranh và bị giam giữ đến tháng 12 năm 1947.                                                        |